# El talento de Mr. Ripley (novela)
El talento de Mr. Ripley es una novela de Patricia Highsmith publicada en 1955. Se enmarca dentro del género negro-thriller psicológico y tiene lugar en su mayor parte en Europa. Fue escrita por la autora tras su primer viaje por el continente gracias al dinero ganado con los derechos de la película Extraños en un tren, adaptación de su novela homónima. En 1995, la Mystery Writers of America la incluyó en su lista de las cien mejores novelas de misterio de todos los tiempos.

## Argumento
Tom Ripley está pasando apuros para vivir en la gran ciudad, Nueva York, a pesar de su talento especial para hacer cualquier cosa para sobrevivir. Cuando el magnate Herbert Greenleaf le propone viajar a Italia para persuadir a su hijo, Dickie, a volver a los Estados Unidos y dirigir el negocio familiar, Ripley empieza a ver una oportunidad para construir desde los cimientos una nueva vida. Cuando llega a su destino y conoce a Dickie Greenleaf y a su novia Marge Sherwood, empieza una relación de amistad con ambos valiéndose de mentiras y artimañas (haciendo creer a Dickie que estudiaron en la misma universidad y que comparten la misma pasión por el jazz). Sin embargo, cuando Dickie empieza a cansarse de su compañía y de su dependencia, los sentimientos de Ripley se desmoronan al ver cómo puede desaparecer el nuevo estilo de vida al que se ha acostumbrado, por lo que tendrá que sacar de nuevo a florecer su talento para la supervivencia.

## Adaptaciones cinematográficas
- A pleno sol (Plein Soleil, 1960), película francesa dirigida por René Clément y protagonizada por Alain Delon (Tom Ripley), Maurice Ronet y Marie Laforêt.
- El talento de Mr. Ripley (The Talented Mr. Ripley, 1999), película estadounidense dirigida por Anthony Minghella y protagonizada por Matt Damon (Tom Ripley), Gwyneth Paltrow, Jude Law, Cate Blanchett y Philip Seymour Hoffman. 5 nominaciones a los Premios Óscar en 2000.
- Ripley, (2024) serie dirigida por Steven Zallian, protagonizada por Andrew Scott y Dakota Fanning y producida por Netflix.

## Novelas del ciclo de Ripley
El personaje de Tom Ripley ha protagonizado las siguientes 5 novelas a lo largo de 36 años (1955-1991):
1. El talento de Mr. Ripley / A pleno sol (The Talented Mr. Ripley, 1955)
2. La máscara de Ripley / Ripley bajo tierra (Ripley Under Ground, 1970)
3. El juego de Ripley / El amigo americano (Ripley's Game, 1974)
4. Tras los pasos de Ripley / El muchacho que siguió a Ripley (The Boy Who Followed Ripley, 1980)
5. Ripley en peligro (Ripley Under Water, 1991)